# Бенджамин, Эрнест
Эрнест Фрэнк Бенджамин (англ. Ernest Frank Benjamin; 5 февраля 1900, Торонто — 14 марта 1969) — британский еврейский офицер канадского происхождения, командовавший Еврейской бригадой британской армии во время Второй мировой войны.

## Биография
Бенджамин родился в Торонто, сын Фрэнка Дэвида Бенджамина. В 1908 году семья переехала в Англию.
Бенджамин был кадетом Королевской военной академии в Вулидже, а 17 июля 1919 года был принят на службу в Королевские инженерные войска в звании второго лейтенанта. 17 июля 1921 года он был произведен в лейтенанты, а с 3 октября 1922 года по 23 сентября 1923 года служил адъютантом.
24 мая 1927 года он был назначен адъютантом дивизионных инженеров 49-й (Вест-Райдингской) дивизии Территориальной армии с временным званием капитана (с жалованием и надбавками лейтенанта). 17 июля 1930 года он был повышен в звании до капитана, а 23 ноября 1931 года покинул 49-ю дивизию.
10 января 1936 года Бенджамин был назначен офицером Генерального штаба 3-го класса в Малайе, где прослужил до 11 января 1939 года, к этому времени он был произведен в майоры. 8 июля 1943 года он получил упоминание в депешах в знак признания его «доблестных и выдающихся заслуг» в Мадагаскарской кампании 1942 года.
К тому времени он служил в штабе Средневосточного командования, сначала в качестве помощника генерал-квартирмейстера, а затем заместителя директора по военной подготовке. В сентябре 1944 года Бенджамин был назначен командиром Еврейской бригады, добровольческой бригадной группы численностью 5 000 человек, руководил ее подготовкой в Египте и в конечном итоге был направлен в Восьмую армию в Италии, участвовал в переправе через реку Сенио на северо-востоке Италии в марте и апреле 1945 года. После Дня Победы, 8 мая 1945 года, Еврейская бригада была направлена в Тарвизио на границе Италии и Австрии с Югославией, где 1 июня 1945 года Бенджамин получил звание подполковника, датированное 13 мая. В июле 1945 года бригада была направлена в Нидерланды, а затем в Бельгию, в составе VIII корпуса. 13 декабря 1945 года Бенджамин был произведен в командоры ордена Британской империи. Еврейская бригада была расформирована в июне 1946 года.
13 мая 1948 года закончил службу в звании полкового подполковника, но остался на полном довольствии в качестве сверхсрочнослужащего. 4 сентября 1950 года вышел в отставку, превысив предельный возраст, и получил почетное звание бригадира.